# Roger Dooley
Roger Dooley è un personaggio dei fumetti creato da John Byrne (testi e disegni), pubblicato dalla Marvel Comics. La sua sola apparizione avviene in Marvel Graphic Novel (vol. 1) n. 18 (novembre 1985).

## Biografia del personaggio
Agente S.H.I.E.L.D. di livello 4 raccomandato e sessuomane, approfittando di un'assenza di Nick Fury sfrutta le sue amicizie politiche per scalzare Dum Dum Dugan dal comando dell'Helicarrier e, unicamente per soddisfare i propri impulsi, ordina una missione per "valutare le capacità" di She-Hulk facendola prima combattere contro degli androidi per le strade di New York e poi teleportare nella base dello S.H.I.E.L.D. assieme a dozzine di civili, tra cui un uomo infestato da una colonia di scarafaggi senzienti.
Dooley minaccia allora la "gigantessa di giada" di uccidere il suo fidanzato, Wyatt Wingfoot, ed i civili teleportati con lei a meno che non collabori, costringendola a denudarsi e farsi perquisire per poi venire incatenata e esaminata; il tutto sfruttando nuovamente le sue amicizie a Washington per mettere a tacere Dugan non appena questi lo rimprovera. Furiosa per l'umiliazione infertale, She-Hulk si liberara e riesce a fuggire mentre Dooley, nel tentativo di inseguirla, viene attaccato e posseduto dalla colonia di scarafaggi senzienti, che lo costringono prima a sabotare i propulsori dell'Helicarrier, e poi ad affrontare la furiosa supereroina la quale, in un solo colpo, riesce a scaraventarlo contro una parete causando la fuoriuscita degli esseri, la distruzione del suo corpo e la sua conseguente morte.

## Poteri e abilità
Dooley è un grande esperto di spionaggio ed un agente finemente addestrato dallo S.H.I.E.L.D. sia nel combattimento corpo a corpo che nell'uso delle armi da fuoco.

## Altri media
- Roger Dooley, interpretato da Shea Whigham, è uno dei personaggi principali della serie televisiva Agent Carter[4]. In tale versione il personaggio è stato completamente reinventato come capo della Strategic Scientific Reserve (SSR) e superiore di Peggy Carter, che tratta più come una sorta di segretaria, sebbene ciò sia dovuto più all'imperante maschilismo del periodo che al carattere di Dooley, il quale, al contrario, si dimostra un uomo incredibilmente saggio, un lavoratore instancabile e un capo esemplare fondamentalmente dotato di un cuore d'oro, che lo porta ad essere quasi paterno nei confronti di tutti i suoi agenti, Peggy inclusa[5]. Ipnotizzato dal dottor Fennhoff, viene costretto a indossare uno speciale giubbotto esplosivo impossibile da disinnescare e, per evitare che i suoi uomini rimangano coinvolti nella detonazione, si getta da una finestra del quartier generale dell'SSR saltando in aria poco dopo.